# Беккенрид
Беккенрид (нем. Beckenried) — коммуна в Швейцарии, в кантоне Нидвальден. 
Население составляет 3126 человек (на 31 декабря 2006 года). Официальный код  —  1501.